# Каре (построение)
Каре́ (от фр. carré — квадрат, квадратный), карей, каре́я — боевой порядок в основном пехотных формирований, построенных на местности (поле боя, параде, смотре и так далее) в виде квадрата или прямоугольника.
Строй формирования, когда личный состав строится квадратом, то есть фронтом или лицом на все четыре стороны (например, каждый взвод роты имеет свою сторону), а в средине квадрата пусто. При построении каре прямоугольником строй получается в три шеренги.

## История
Строй применялся в различных европейских армиях XVII—XIX века, как правило, для отражения атак кавалерии с разных сторон.
Вот как описывается бой в каре Племянникова, 21 июля 1770 года, в сражении при Кагуле:

…в то самое время тысяч до десяти или более янычар, вышед с своего ретраншамента, неприметно опустились в лощину, примыкавшую к их левому флангу, близ которой шел с своим кареем генерал-порутчик Племянников, и только что уже его части доходило простерта руки на овладение ретранжаментом, как те янычаре, внезапно выскочив с лощины с саблями в руках, обыкновенною толпою ударили на правой того карея фаз и в самой угол оного, который составляли пехотные Астраханской и Первомосковской полки. Едва первой плутонг Астраханского полку мог выстрелить, то янычаре, смяв его, одни ворвались внутрь карея, а другие вдоль пошли по правом фазе и силою своею превосходною замешали те полки и другие того карея и пригнали к каре генерала-аншефа Олица, к которому пред фронт сквозь их промчалась с великою яростию янычаров толпа и их знаменоносцы.— .
Однако слабостью каре как построения была высокая её уязвимость перед огнём артиллерии, ввиду скученности пехотинцев, представлявших отличную цель для пушек. Во второй половине XIX века, когда вооружённые силы массово стали оснащаться нарезным оружием, построение «каре» стало причиной больших потерь среди личного состава.
В Русской армии «каре» было исключено уставом в 1881 году, однако продолжало использоваться в других государствах и странах.

## Галерея

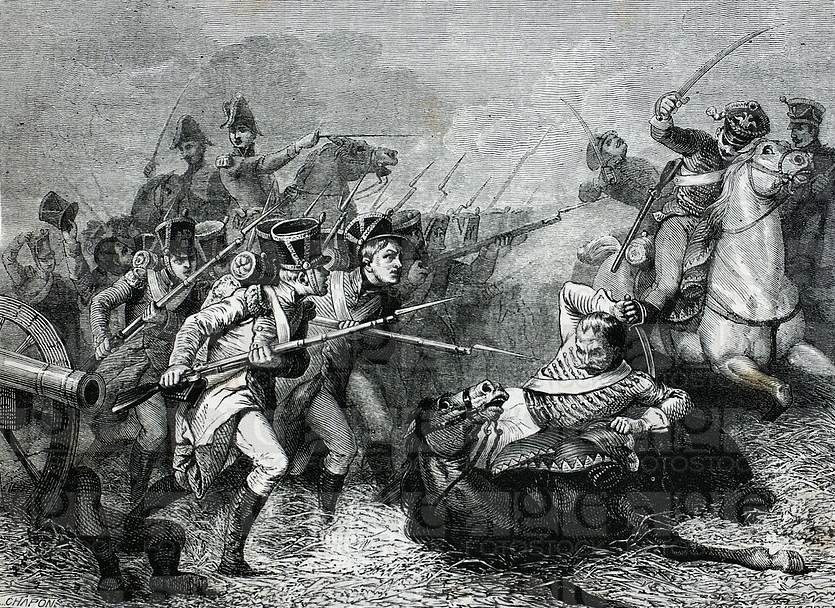
Шарль и Поль Жирарде. Бой под Вайсенфельсом. Пехота французов в каре атакует русскую конницу. Рисунок XIX века.
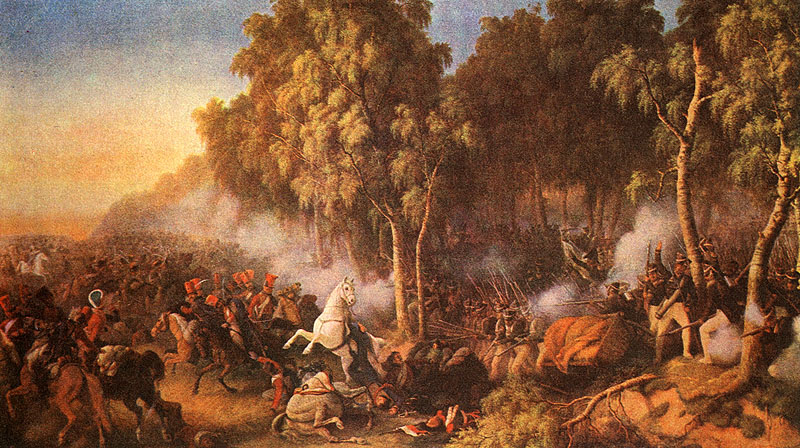
Петер фон Гесс. Сражение под Красным. Подвиг генерала Д. П. Неверовского. Необстрелянная пехота в каре легко отбивает атаки кавалерии.
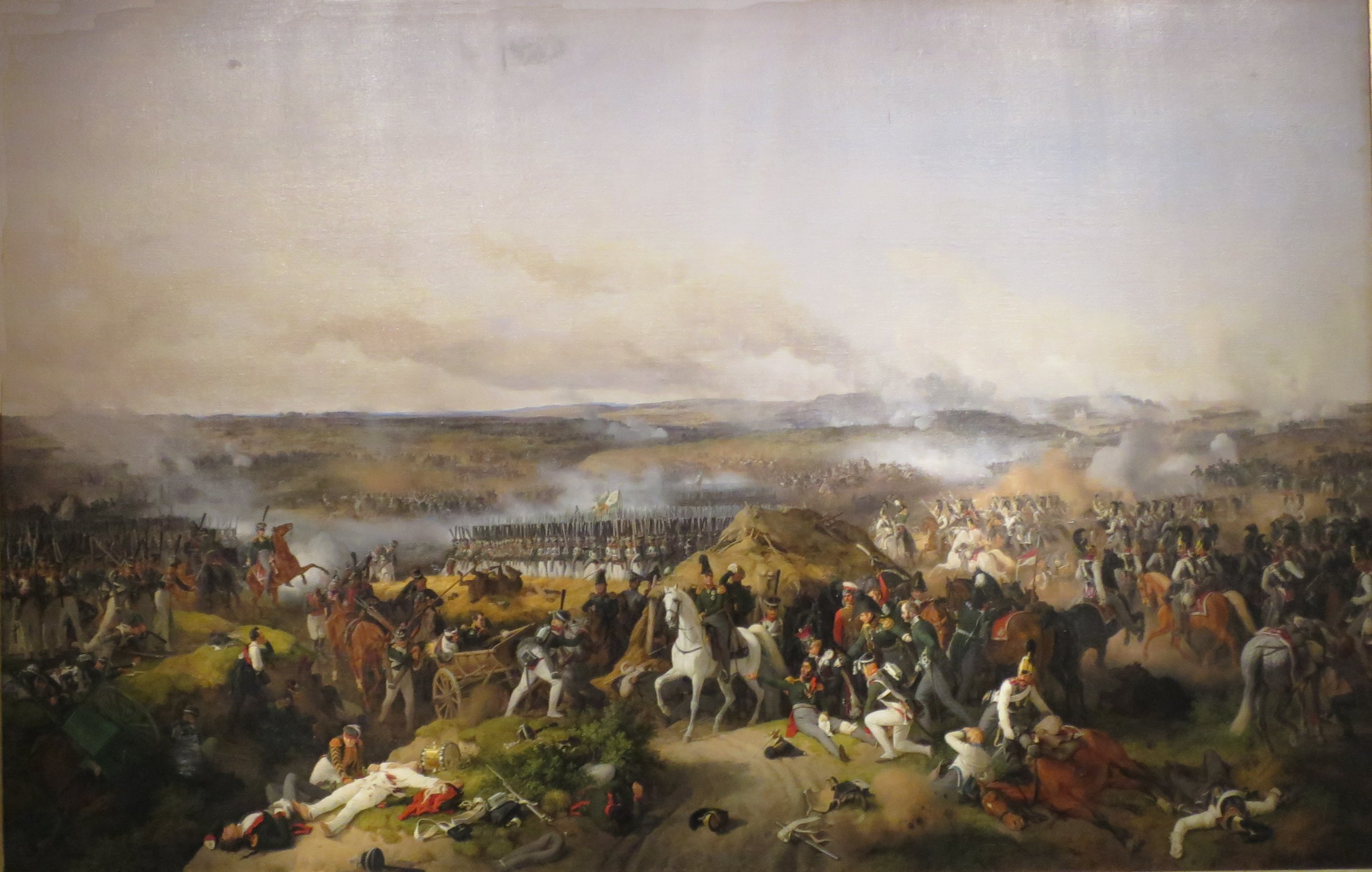
Петер фон Гесс. Бородинское сражение. В центре картины раненый П. И. Багратион, рядом с ним на коне П. П. Коновницын. Вдали виднеется каре лейб-гвардии.
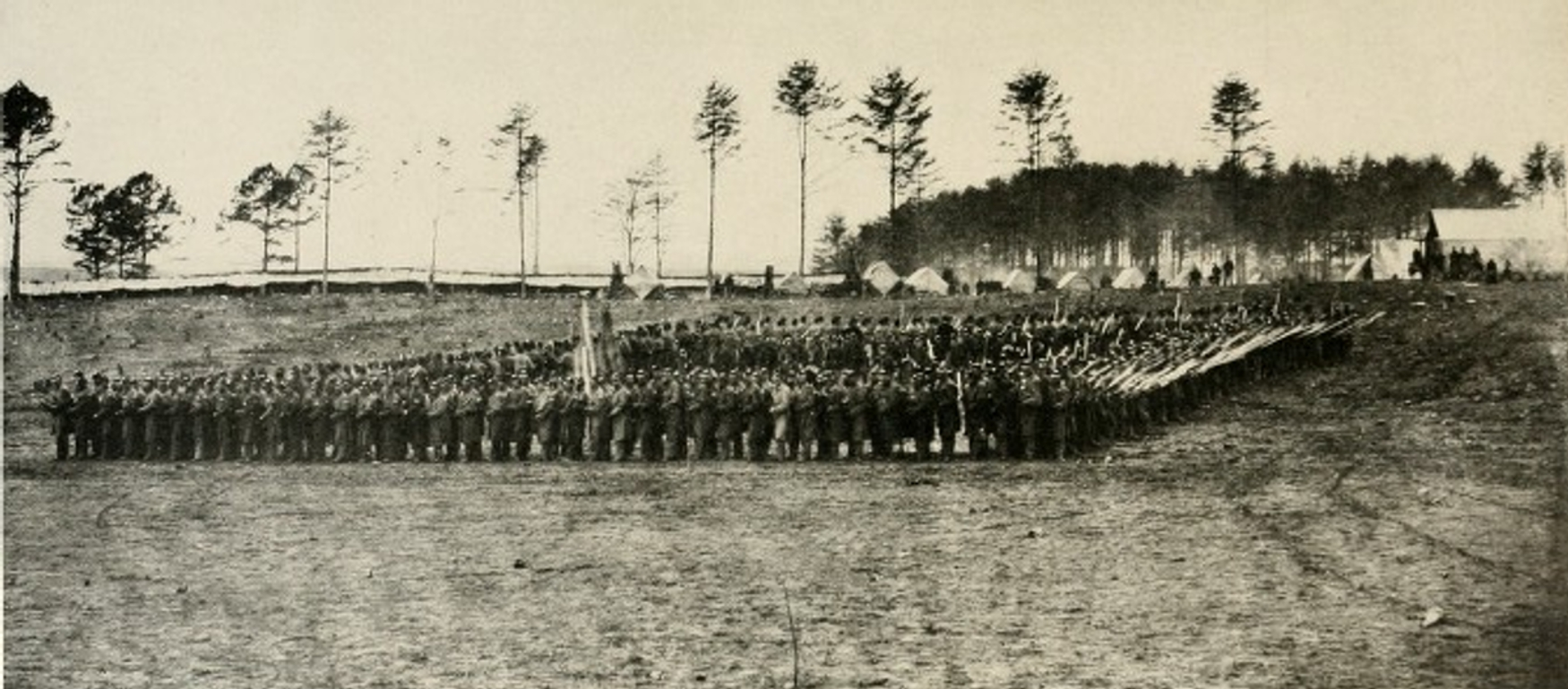
Каре во время гражданской войны в Северной Америке, 1860 год.
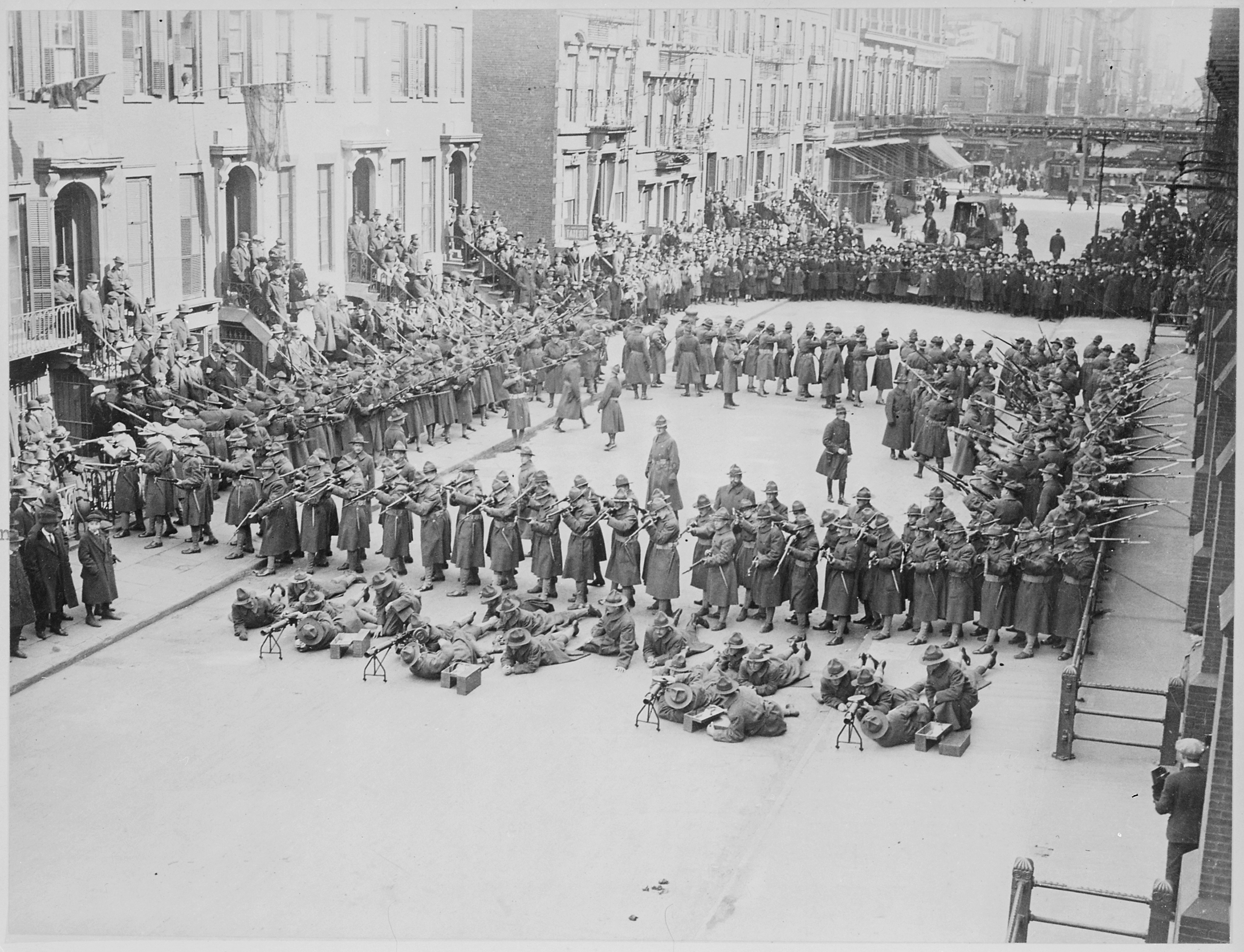
Каре национальной гвардии в США, 1918 год.